# За Родину (компания)
Группа компаний «За Родину» — российский рыбоперерабатывающий комплекс полного технологического цикла, осуществляющий деятельность от вылова рыбы до производства готовой продукции. Основанная в 1947 году, компания располагается в поселке Взморье Калининградской области.

## История
Рыболовецкий колхоз «За Родину» основан 20 ноября 1947 года в посёлке Взморье. В его состав вошли 13 семей переселенцев с Волги, Дона и Кубани. Первым председателем избран кавалер ордена Славы Михаил Липоткин. К 1948 году колхоз насчитывал 56 членов, выловивших за первую путину 80 центнеров рыбы, обеспечив первое место в  «Рыбакколхозсоюзе».
В 1948 году колхоз получил первый мотоблок, к 1956 году располагал 47 судами, включая траулеры. В 1953 году председателем избрали И. М. Кольцова, который сфокусировался на создании производственной базы и промыслового флота. Были построены холодильник, административное здание, несколько объектов рыбообрабатывающего комплекса и многоквартирные дома.
В 1959 году колхоз объединился с соседними хозяйствами «Балтиец» и «30 лет Октября», усилив флот и подготовку кадров. С начала 60-х годов суда рыбколхоза вели промысел в Атлантическом океане у берегов Америки и Испании, в Норвежском море. В 1969 году плавсостав насчитывал 917 человек, а промысел охватывал Северную Атлантику, Балтийское и Норвежское моря. К 1970 году в колхозе работали 1300 человек, за достижения он был награждён Ленинской грамотой.
В 1966 г. правление рыболовецкого колхоза «За Родину» приняло решение на свои средства построить в поселке новую школу. Это первая школа в СССР, построенная не за государственный счет, а за средства трудового коллектива.
22 января 1978 года Манылов А.И. провел переговоры в Анголе. После переговоров и договоренностей в этот район промысла отправился весь флот не только колхоза «За Родину», но и остальных колхозов.
В 1980-х колхоз построил консервный и коптильные цеха, два холодильника, цех заморозки, перерабатывающий комплекс, причальные линии. В 80-е годы колхоз по основным финансово-экономическим показателям был самым крупным в Западном регионе и вторым в стране. К 1985 году объём добычи достигал 50 тысяч тонн, занимая второе место в России. Параллельно за счет прибыли от вылова рыбы и ее переработки велось жилищное строительство в городе Светлом. Однако экономический кризис 1990-х годов привёл к сокращению промысла до 12 тысяч тонн в год, уменьшению флота и числа работников до 800 человек.
В 2005 году председателем стал С.Н. Лютаревич. Его программа по спасению и развитию рыболовецкого колхоза стала успешной: за весеннюю путину рыбаки освоили 100 % квот, выловив 6300 тонн рыбы (на 5,5 % больше прошлогоднего периода). Объем выпуска рыбных консервов составил 14,3 млн банок, что на 25,7 % больше первого полугодия 2006 года.
В 2016 году ввели в эксплуатацию комплекс по сортировке и заморозке рыбного сырья, добываемого на Балтике. Часть технологий предприятия использовались в Калининградской области впервые. Например, перенаправление сырья в цех рыбонасосами для точной сортировки.
В 2017 году рыболовецкий колхоз «За Родину» впервые с 1990 года купил новое судно в Латвии, назвав «За Родину». Судно добывает до 150 тонн рыбы за выход. Пять других кораблей колхоза способны поставлять до 30 тонн продукции. Ещё одно судно, «Первый», построили на Светловском судоремонтном заводе.
Университетский комплекс КГТУ и РК «За Родину» в 2018 году заключили соглашение о сотрудничестве в области подготовки и переподготовки персонала, а также научно-технического развития РК «За Родину».
На 2024 год промысел ведётся в Балтийском море, Калининградском и Финском заливах. В Каспийском море калининградский рыболовный флот возрождает добычу рыбы: в 2021 году выловили 32 тысячи тонн. Собственный флот компании: 10 единиц типа МРТК (малый рыболовный траулер с кормовым тралением) и 14 единиц типа МРБ (малый рыболовный бот).
В 2021 году введен в эксплуатацию новый рыбоконсервный завод со складом готовой продукции. Первый рыбоперерабатывающий проект подобного масштаба не только для Калининградской области, но и для всего Северо-Западного федерального округа: оборудование от Steriflow, Cabinplant, JK SOMME, DANA-Technology, 13 тыс. кв.м. производственных площадей, производственные мощности до 120 млн физических банок в год, более 1000 рабочих мест, 7 производственных линий, выпускающих до 60 видов продукции, склад для хранения 13 миллионов банок.
С 2023 года продукция группы компаний «За Родину» представлена в маркетплейсах РФ и стран СНГ: Ozon, Wildberries, Lazada (Юго-Восточная Азия), Uzum (Узбекистан), Мagnit (Таджикистан) и другие.
Продукция «За Родину» распространена в России и странах СНГ: Беларусь, Киргизия, Узбекистан, Казахстан, Азербайджан, Армения, Грузия, Туркменистан.
В 2024 году предприятие начало использовать систему цифровой маркировки товаров «Честный знак».

## Деятельность
«За Родину» специализируется на добыче рыбы собственным флотом в Балтийском и Каспийском морях, а также в Калининградском и Финском заливах. Современные производственные мощности позволяют выпускать более 60 наименований рыбных консервов, пресервов, копченой и вяленой рыбы.
Собственный флот: 13 судов ведут вылов биологических ресурсов в Балтийском и Каспийском морях и 17 малых рыболовных ботов в Калининградском и Финском заливах.

## Социально-экономический вклад
ГК «За Родину» поддерживает ряд местных общественных, социальных, спортивных организаций: МБУК «СЦБС им. Н.Ф. Федорова», местную организацию Всероссийского общества инвалидов г. Светлый, Союз пенсионеров Калининградской области (г. Светлый), Совет ветеранов, МАУ ДО МО «СГО» КО «Спортивная школа олимпийского резерва», СОАНО «СПОРТ», проект «Футбол в каждый город», ФК «Светлый», МБОУ «СОШ № 2» (п. Взморье), участие спортсменов в соревнованиях всероссийского и международного уровней (каратэ, рукопашный бой, футбол, марафоны, спортивное ориентирование, академическая гребля).
Компания проводила зарыбление Калининградского залива мальком угря в течение нескольких лет.

## Продукция
Ассортимент продукции включает шпроты, кильку в томатном соусе, сардины, сельдь и скумбрию в различных соусах и маринадах и другие виды. Компания выпускает более 200 наименований пресервов, вяленой и копченой продукции, и более 60 наименований рыбных консервов высшего качества.

## Достижения
- 2003 год — золотая медаль на международной рыбопромышленной выставке «Рыбные ресурсы - 2003».
- 2006 год — диплом второй Всероссийской форум-выставки «Госзаказ-2006»[1].
- 2007 год — золотая медаль на выставке «Белпродукт» в Минске[1].
- 2007 год — медаль «Лучший продукт – 2007» на международной выставке в Алма-Ате «FoodExpo Kazakhstan 2007».
- 2022 год — ведомственная награда Росрыболовства[24].
- 2024 год — победитель в номинации «Продовольственные товары» конкурса «Знай наших»[25].
- 2024 год — победитель в номинации «Экспортер года в сфере готового продовольствия» и 3 место в номинации «Новая география. Крупный бизнес» на всероссийском конкурсе «Экспортер года» Северо-западный федеральный округ[26].

Медаль «Лучший продукт» на Международном конкурсе продовольственных товаров выставки «Продэкспо» в Москве в 2006, 2007, 2008, 2010, 2012, 2014, 2015, 2016, 2017, 2018, 2019, 2020, 2021, 2022, 2023, 2024, 2025.